# Gjergj Fishta

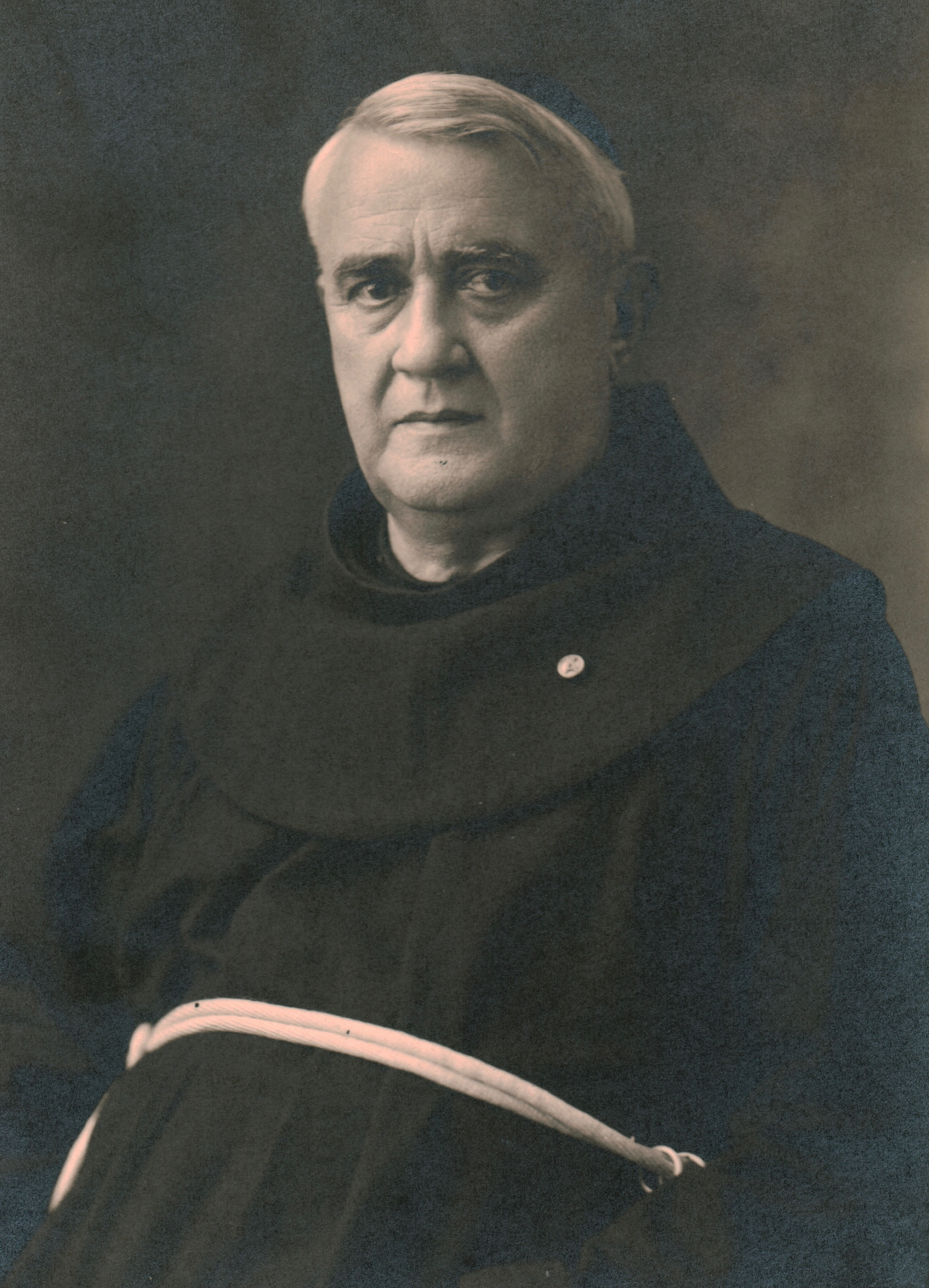
Gjergj Fishta

Gjergj Fishta (* 23. Oktober 1871 im Dorf Fishta (Zadrima); † 30. Dezember 1940 in Shkodra) war ein albanischer Franziskaner, Dichter und Übersetzer. Er zählt zu den wichtigsten kulturellen Persönlichkeiten und größten Literaten Albaniens in der ersten Hälfte des 20. Jahrhunderts und schuf mit Lahuta e Malcís (Die Laute des Hochlands) das große Heldenepos Nordalbaniens. Er ist der Nationaldichter Albaniens. 

## Leben
Der junge Gjergj Fishta besuchte Schulen der Franziskaner in Troshan unweit seines Heimatdorfes und in Shkodra. Mit 15 wurde er nach Bosnien geschickt, um Philosophie, katholische Theologie und Sprachen wie Latein, Italienisch und Serbo-Kroatisch zu studieren. Er machte die Freundschaft von Grgo Martić und Silvije Strahimir Kranjčević, die in ihm die Liebe zur Literatur weckten. Im Jahr 1894 empfing er die Priesterweihe und wurde in den Franziskanerorden aufgenommen. Noch im gleichen Jahr kehrte er nach Albanien zurück, wo er erst als Lehrer, später als Dorfpfarrer tätig war. Im Jahr 1902 übernahm Fishta die Leitung des Franziskanergymnasiums in Shkodra und führte dort Albanisch als Unterrichtssprache ein. 
1899 gründete er den Kulturverein Bashkimi, der ein albanisches Alphabet festlegen wollte und Schulbücher sowie ein Wörterbuch publizierte. 1908 nahm er als dessen Vertreter am Kongress von Monastir teil und wurde zum Vorsitzenden des entscheidenden, elfköpfigen Komitees gewählt.
1913 gründete er die Zeitschrift Hylli i Dritës, das mit wenigen Unterbrechungen bis 1944 publiziert wurde und zum wichtigsten Publikationsorgan für die nordalbanische, gegische Kultur wurde. Während des Ersten Weltkriegs, als Shkodra von der österreichisch-ungarischen Armee besetzt war, war er Herausgeber der Zeitung Posta e Shypnisë (1916–1918).
Von Anfang April 1919 bis 1920 war Fishta der Sekretär der albanischen Delegation bei der Pariser Friedenskonferenz und reiste in dieser Zeit auch in die Vereinigten Staaten. Ende 1920 wurde er zum Parlamentsabgeordneten für Shkodra gewählt, und 1921 übernahm er das Amt des Vizepräsidenten im albanischen Parlament. 1924 unterstützte er Fan Noli bei dem Versuch, ein demokratisches System in Albanien einzuführen. Nach der Errichtung des Zogu-Regimes verbrachte Fishta deshalb die Jahre 1925 und 1926 im freiwilligen Exil in Italien, bevor er seine Tätigkeit als Lehrer und Schriftsteller in Shkodra wiederaufnahm. 
Seine letzten Lebensjahre verbrachte er zurückgezogen in einem Kloster in Shkodra mit fleißigem literarischen Wirken.

## Würdigung
„Gjergj Fishta was by far the greatest and most influential figure of Albanian literature in the first half of the twentieth century.“

 Sowohl durch sein Wirken als Lehrer als auch durch seine literarischen Werke hatte er großen Einfluss auf die Entwicklung der albanischen Schriftsprache in ihrer gegischen (nordalbanischen) Form. 
Vor dem Zweiten Weltkrieg als Nationaldichter Albaniens und albanischer Homer gefeiert, war Fishtas Werk danach im kommunistischen Albanien verboten. Die Gründe lagen wohl in einem allgemeinen Misstrauen gegenüber dem Klerus, Fishtas engen Beziehungen zu Italien und den engen Beziehungen der Kommunistischen Partei Albaniens zu den Serben und Montenegrinern, die in Fishtas nationalistischem Werk oft als Feinde dargestellt wurden.
- 1911 wurde Fishta mit dem Ritterkreuz des Kaiserlich-Österreichischen Franz-Joseph-Ordens ausgezeichnet.
- 1925 wurde er von Papst Pius XI. mit dem Al Merito ausgezeichnet.
- Von der griechischen Regierung mit der Phoenix Medaille.
- Durch den Franziskanerorden mit dem Titel honoris causae Lector jubilatus.
- 1939 wurde er ordentliches Mitglied der italienischen Akademie der Künste und der Wissenschaften.[1]

## Werke

### Übersicht
Gjergj Fishta publizierte insgesamt 37 Werke.
- Te ura e Rrzhanicës. Gedichte, Zadar 1905
- Anzat e Parnasit. Satiren, Sarajevo 1907
- Pika voese më vonë ri botuar si Vallja e Parrizit. Zadar 1909
- Shqiptari i qytetnuem. Melodram, 1911
- Vëllaznia apo Shën Françesku i Assisi-t. 1912
- Franziskaner Monatszeitschrift Hylli i Dritës (Der Tag-Sterne), die der Literatur, Politik, Folklore und Geschichte gewidmet war. Mit Ausnahme der turbulenten Jahre des Ersten Weltkrieges und seine Folgen, 1915–1920, und den ersten Jahren der Diktatur des Ahmet Zogu, 1925–1929, wurde diese einflussreiche Zeitschrift von hohem literarischem Ansehen regelmäßig bis Juli 1944 veröffentlicht. 1913
- Juda Makabe. Tragödie, 1914
- Gomari i Babatasit, Shkodër. 1923
- Mrizin e Zanave, Shkodër. 1924
- Lahuta e Malcís. Gesamtdruck, Shkodra 1937, (deutsch: Die Laute des Hochlandes. Übersetzt, eingeleitet und mit Anmerkungen versehen von Max Lambertz: Südosteuropäische Arbeiten. 51, München 1958; Digitalisat)

Zudem arbeitete er als Übersetzer von Werken unter anderem von Molière, Manzoni und Homer.

### Lahuta e Malcís

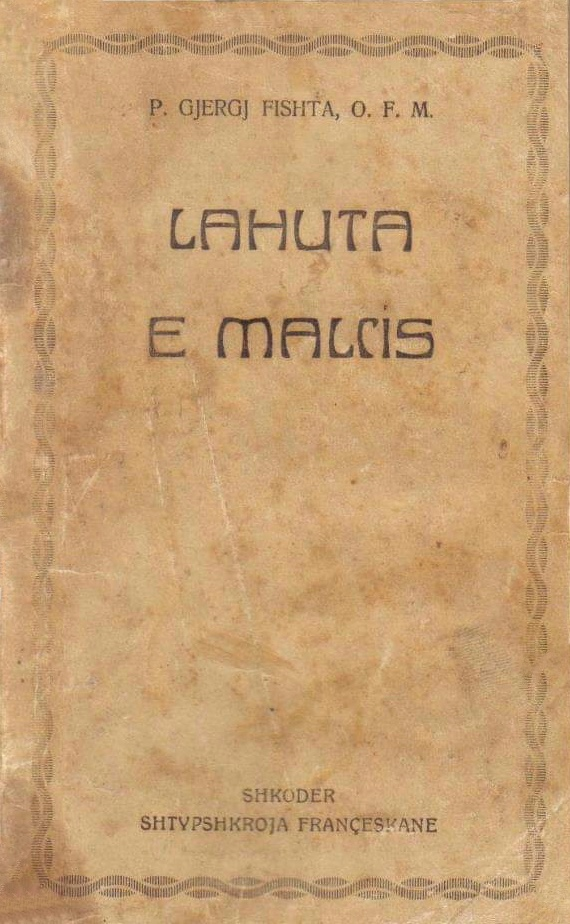
Buchcover von Lahuta e Malcís

Bei weitem das bekannteste Werk Fishtas ist das Heldenepos Lahuta e Malcís, die Laute des Hochlands (mit Hochland sind die Albanische Alpen gemeint). Das Epos umfasst 15.613 Verse gegliedert in 30 Lieder, die den Kampf der albanischen Hochländer für die Erhaltung ihres Siedlungsgebiets und Unabhängigkeit gegen die Montenegriner und Türken im Zeitraum zwischen 1862 und 1913 beschreibt, darunter insbesondere auch die Schlacht von Nokšić. Zudem erhalten die Leser einen tiefen Einblick in das vom Kanun geprägte patriarchalische Leben, Werte und Mythologie der albanischen Bergler. In einigen Liedern kommt Fishta selbst bei seiner Arbeit vor. Das Buch endet mit der albanischen Unabhängigkeit im November 1912 und der Londoner Botschafterkonferenz.
Als Fishta 1902 für eine gewisse Zeit in einem Dorf in den Bergen tätig war, kam er in den Kontakt mit dem Stoff für sein größtes Werk. Er knüpfte dort Freundschaft mit dem über 90-jährigen Marash Uci, der selbst an Kämpfen gegen die Montenegriner teilgenommen hatte, ihm davon berichtete und später im Epos verewigt werden sollte. Fishta verfasste die Grundzüge des Werks in den folgenden Jahren bis 1909, verfeinerte es aber noch bis in die frühen 30er Jahre. 1905 erschienen in Zadar die Lieder 12–15 unter dem Titel Te ura e Rrzhanicës (Bei der Brücke von Rrzhanica). Das Buch wurde in Albanien enthusiastisch aufgenommen. In den Jahren 1912, 1923, 1931 und 1933 publizierte Fishta erweiterte Versionen, bevor 1937 die endgültige Fassung veröffentlicht wurde.
Fishta setzt mit der Lahuta e Malcís die Tradition der mündlich überlieferten Heldendichtung Nordalbaniens fort, die meist in Begleitung einer Lahuta vorgetragen wurde. Auch eine Anlehnung an Homers Ilias und Odyssee sowie Vergils Aeneis ist erkennbar.